# شهرستان خوسف
شهرستان خوسْف یکی از شهرستان‌های استان خراسان جنوبی است. مرکز این شهرستان شهر خوسف است.

## تقسیمات کشوری
بخش مرکزی
- دهستان خوسف
- دهستان خور

بخش جلگه ماژان
- دهستان جلگه ماژان
- دهستان براکوه
- دهستان قلعه‌زری

## آثار تاریخی
- قلعه بصیران
- قلعه قیس آباد
- قلعه رستم خوسف.
- قلعه قدیمی خوسف
- قلعه خور
- قلعه قلاع آرک
- ارگ عباس خان شیبانی
- آب‌انبار خور
- آب‌انبار سیوجان
- حمام سیوجان
- محوطه دوکوهه
- محوطه اسپورگ
- محوطه باراندازی
- حسینیه خور
- حمام خور
- مسجد جامع خوسف
- مسجد ماژان
- مسجد جامع تقاب
- مسجد جامع گل
- مسجد روستای خور
- مسجد همچ
- مسجد عسگری
- مزار سید ابوالقاسم
- مزار گل
- موقوفه میرزا جعفر
- خانه میرزا احمدخان خلیلی نوغاب
- خانه احمدبیگ مالکی
- خانه کربلایی محمد علی بیگ
- خانه یوسف مالکی
- خانه خدابخش خلیلی
- خانه محمدحسن زنگویی
- خانه عزیزالله رفیعی
- خانه بهمدی
- خانه حاج عباس بهمدی
- خانه خزایی
- خانه علوی
- خانه محمد بهمدی
- خانه حسن قلی خلیلی
- خانه محمد قلی بیگ خلیلی
- خانه صفاقلی خلیلی
- خانه غلامرضا بیک نخعی
- خانه رضاقلی خلیلی
- قلعه امیار خزیمه در هردنگ
- سنگ نگاره‌های ۲۵۰۰ ساله ساگارتی روستای هردنگ
- خانه سنجرانی